# Knemodynerus longitegulae
Knemodynerus longitegulae är en stekelart som först beskrevs av Williams 1928.  Knemodynerus longitegulae ingår i släktet Knemodynerus och familjen Eumenidae. Inga underarter finns listade i Catalogue of Life.